# Siemens NF6
Siemens NF6 – pierwszy niskopodłogowy tramwaj wyprodukowany dla niemieckiego przedsiębiorstwa komunikacyjnego Rheinbahn Düsseldorf przez koncern Siemens/Düwag. Produkowany w latach 1996 - 1999 i użytkowany do chwili obecnej.

## Historia
W związku ze zbliżającymi się obchodami 100 jubileuszu firmy Rheinbahn, zdecydowano się odmłodzić posiadany dotąd tabor złożony głównie z wagonów Düwag GT8 oraz Düwag GT8S. Pierwsze w Düsseldorfie wagony niskopodłogowe zaczęły być dostarczane w 1996 roku. W sumie Rheinbahn zamówił 48 takich pojazdów nadając im zakres numeracji 2101 - 2148. W związku z dostarczaniem nowego typu tramwaju, w Düsseldorfie rozpoczęły się prace związane z dostosowaniem peronów przystankowych do nowych pojazdów, tak aby osoby na wózkach oraz rodzice z dziećmi mieli ułatwione wejście do pojazdu. Zakup nowych pojazdów znacząco podniósł komfort podróżowania tramwajami w Düsseldorfie. Ostatni wagon został oddany do użytku na początku 2000 roku.

## Konstrukcja
Siemens NF6 jest jednoprzestrzennym i trójczłonowym tramwajem w 70% niskopodłogowym. Wyposażonym w 4 podwójne odskokowo-przesuwne drzwi w układzie: 1-2-1. W wagonach po raz pierwszy wykorzystano energooszczędną aparaturę firmy Vossloh Kiepe GmbH z silnikami prądu przemiennego działającymi asynchronicznie. Dwa silniki o mocy 105Kw każdy mogą rozpędzić tramwaj do maksymalnej prędkości 65 km/h przy masie nieco ponad 33 tony. Wagon może zabrać na swój pokład 155 pasażerów przy standardzie obliczania miejsc stojących 4 os/m². Tramwaj został wyposażony w magistrale sieci CAN firmy Kiepe, która zapewnia kompleksową diagnostykę pojazdu w trakcie jego użytkowania z bezpośrednimi informacjami dla motorniczego. Wagony nie zostały wyposażone w klimatyzację, gdyż klimatyzatory umieszczone na dachu zwiększyły by ciężar pojazdu, a co za tym idzie przekroczony zostałby dozwolony nacisk na oś pojazdu.

## Modernizacja
W 2016 roku w związku z 20 letnim okresem użytkowania Rheinbahn Düsseldorf rozpoczął proces modernizacji wagonów Siemens NF6. Wagony są rozbierane do szkieletu konstrukcyjnego i poddawane naprawie głównej podczas której zostaną wymienione zużyte elementy oraz odświeżone wnętrze pojazdu.